# Otozō Yamada
Otozō Yamada (jap. 山田 乙三 Yamada Otozō;  ur. 6 listopada 1881 w prefekturze Nagano, zm. 18 lipca 1965) – generał Cesarskiej Armii Japońskiej w czasie II wojny światowej, dowódca Armii Kwantuńskiej.